# Campionati mondiali di maratona canoa/kayak 2012
I Campionati mondiali di maratona canoa/kayak 2012 sono stati la 20ª edizione della manifestazione. Si sono svolti a Roma, in Italia tra il 21 e il 23 settembre 2012.

## Medagliere
| Pos.   | Paese      | Oro | Argento | Bronzo | Totale |
| ------ | ---------- | --- | ------- | ------ | ------ |
| 1      | Spagna     | 4   | 1       | 1      | 6      |
| 2      | Ungheria   | 2   | 2       | 1      | 5      |
| 3      | Italia     | 0   | 2       | 0      | 2      |
| 4      | Portogallo | 0   | 1       | 1      | 2      |
| 5      | Sudafrica  | 0   | 0       | 1      | 1      |
| 5      | Germania   | 0   | 0       | 1      | 1      |
| 5      | Bulgaria   | 0   | 0       | 1      | 1      |
| Totale | Totale     | 6   | 6       | 6      | 18     |

## Podi

### Uomini
| Evento | Oro                                    | Perform.  | Argento                                     | Perform. | Bronzo                                                   | Perform. |
| Canoa  |                                        |           |                                             |          |                                                          |          |
| C-1    | Manuel Antonio Campos                  | 2h05'31"" | Peter Nagy                                  | 2h05'48" | Matthias Ebhardt                                         | 2h06'31" |
| C-2    | Spagna Óscar Graña Ramón Ferro         | 1h56'06"  | Ungheria Márton Kövér Attila Györe          | 1h56'15" | Spagna Manuel Antonio Campos José Manuel Sánchez Sánchez | 1h57'10" |
| K-1    | Iván Alonso Lage                       | 2h11'43"  | José Ramalho                                | 2h11'44" | Fernando Pimenta                                         | 2h12'02" |
| K-2    | Spagna Iván Alonso Lage Emilio Merchán | 2h02'15"  | Spagna Walter Bouzán Álvaro Fernández Fiuza | 2h02'17" | Sudafrica Simon van Gysen Jasper Mocke                   | 2h02'30" |

### Donne
| Evento | Oro                                  | Perform. | Argento                             | Perform. | Bronzo                              | Perform. |
| Canoa  |                                      |          |                                     |          |                                     |          |
| K-1    | Renáta Csay                          | 2h01'02" | Stefania Cicali                     | 2h01'54" | Berenike Faldum                     | 2h02'42" |
| K-2    | Ungheria Ramóna Farkasdi Renata Csay | 1h54'41" | Italia Anna Alberti Stefania Cicali | 1h54'51" | Ungheria Réka Hagymási Vanda Kiszli | 1h55'34" |